# Cireșeni (okręg Jassy)
Cireșeni – wieś w Rumunii, w okręgu Jassy, w gminie Cotnari. W 2011 roku liczyła 289 mieszkańców.